# Завражна Слобода
Завражна Слобода (рос. Завражная Слобода) — село в Кстовському районі Нижньогородської області Російської Федерації.
Населення становить 12 осіб. Входить до складу муніципального утворення Запрудновська сільрада.

## Історія
Від 2009 року входить до складу муніципального утворення Запрудновська сільрада.

## Населення
| 2002 | 2010 |
| ---- | ---- |
| 13   | ↘12  |